# Futbol'nyj Klub Karpaty 2014-2015
Questa pagina raccoglie i dati relativi alla stagione 2014-2015 del Karpaty.

## Rosa
| N. |                    | Ruolo | Calciatore         |
| -- | ------------------ | ----- | ------------------ |
| 1  | Ucraina (bandiera) | P     | Roman Pidkivka     |
| 5  | Ucraina (bandiera) | D     | Andrij Hitčenko    |
| 8  | Ucraina (bandiera) | D     | Volodymyr Kostevyč |
| 9  | Ucraina (bandiera) | C     | Denys Kožanov      |
| 10 | Ucraina (bandiera) | C     | Artur Karnoza      |
| 14 | Ucraina (bandiera) | A     | Mychajlo Serhijčuk |
| 16 | Ucraina (bandiera) | C     | Ihor Khudobyak     |
| 17 | Ucraina (bandiera) | C     | Oleh Holodjuk      |
| 20 | Georgia (bandiera) | C     | Murtaz Daushvili   |
| 22 | Ucraina (bandiera) | D     | Taras Puchkovskyi  |
| 23 | Ucraina (bandiera) | P     | Roman Mysak        |
| 26 | Ucraina (bandiera) | D     | Artur Novotrjasov  |

| N. |                    | Ruolo | Calciatore           |
| -- | ------------------ | ----- | -------------------- |
| 27 | Ucraina (bandiera) | C     | Vadym Straškevyč     |
| 32 | Ucraina (bandiera) | D     | Ihor Plastun         |
| 35 | Ucraina (bandiera) | A     | Maryan Shved         |
| 48 | Ucraina (bandiera) | C     | Dmytro Klyots        |
| 70 | Ucraina (bandiera) | D     | Ivan Lobaj           |
| 73 | Ucraina (bandiera) | A     | Taras Zaviyskyi      |
| 76 | Ucraina (bandiera) | A     | Oleksiy Hutsulyak    |
| 79 | Ucraina (bandiera) | D     | Andrij Markovyč      |
| 86 | Ucraina (bandiera) | D     | Vasyl Kravets        |
| 91 | Ucraina (bandiera) | C     | Yuriy Yastrub        |
| 92 | Ucraina (bandiera) | C     | Ambrosij Čačua       |
| 94 | Ucraina (bandiera) | D     | Denys Miroshnichenko |